# Da-Ice
Da-Ice (Eigenschreibweise: Da-iCE) ist eine fünfköpfige japanische Boygroup, die im Jahr 2012 offiziell über YouTube debütierte.

## Werdegang

### Vorgeschichte
Im Januar 2011 starteten die fünf japanischen Jungs Yūdai Ōno, Sōta Hanamura, Taiki Kudō, Iwaoka Tōru und Hayate Wada ihre Aktivitäten als Band mit dem Namen Da-Ice. Schließlich gaben sie ihren ersten Auftritt am 11. April im Shibuya Vuenos und konnten hiermit an einen größeren Bekanntheitsgrad knüpfen. Um die Band bekannt zu machen, veröffentlichte man das erste Musikvideo zum Lied Splash auf YouTube, auf dem offiziellen Kanal avexnetwork von Avex Trax. Mit dem Musikvideo, welches als Exclusive YouTube Tune beschrieben wurde, konnten sie an Aufmerksamkeit knüpfen und schnell wuchs die Fangemeinde. Um die Fangemeinde weiter wachsen zu lassen, trat die Gruppe am 22. und 23. September 2012 als Vorgruppe für die japanische Musikgruppe AAA auf. Das erste Extended Play folgte schließlich am 12. Dezember des Jahres, konnte jedoch nur über die Handelsketter HMV in Japan erworben werden. Trotz des limitierten Verkaufs und obwohl kein musikalischer Eintrag der Band bei Oricon war, schaffte es die Gruppe in die Charts. Um für das Extended Play zu werben, folgte die Da-Ice Live Tour Phase: 0 Tournee im Januar 2013. Wegen der starken Fangemeinde folgte auch schon die zweite Tournee im Mai des Jahres mit dem Titel Da-Ice Live Tour Phase: 1. Es folgte die erste Single der Gruppe I'll Be Back im Juni und obwohl sie unter Avex Trax vermarktet wurden, galten ihre bisherigen zwei Veröffentlichungen als Independent-Veröffentlichungen. Die Single I'll Be Back platzierte sich in der ersten Verkaufswoche auf #14 der Oricon-Charts und hielt sich dort drei Wochen auf. Wegen der gewachsenen Aufmerksamkeit, kündigte man während der Tournee Da-Ice Live Tour Phase: 1 am 11. Juli, in der DiverCity Tokyo Konzerthalle, an, dass sie ihr Debüt unter einer Plattenfirma 2014 geben werden und sich vom Independent-Status lösen werden.

### Seit 2014: Offizielles Debüt
Am ersten Januar 2014 wurde mit einer Vorschau auf dem offiziellen YouTube-Kanal von Universal Music Japan für die zweite beziehungsweise erste offizielle Single Shout It Out, von Da-Ice, für den 15. Januar des Jahres, beworben. In der ersten Verkaufswoche startete die Single auf #4 der Charts und konnte sich über drei Wochen mehr als 15.000-mal verkaufen. Im März des Jahres folgte anschließend die dritte Tournee mit dem Titel Da-Ice Live Tour: Phase 2. Auch die zweite Single ließ nicht auf sich warten, denn diese wurde schon im April des Jahres mit dem Titel Toki veröffentlicht. Schließlich folgte die dritte Single Hush Hush (ハッシュハッシュ) und ist derzeit der erfolgreichste Tonträger der Band. Diese Single startete auf #8 der Charts und hielt sich nur zwei Wochen dort auf, konnte aber am ersten Verkaufstag mit #3, 18.168 verkaufte Einheiten nachweisen. Insgesamt verkaufte sich die Single dann fast 24.000-mal. Am 15. Oktober veröffentlichte die Band schließlich ihr Debütalbum Fight Back und die erste Video-Veröffentlichung Da-Ice Live Tour: Phase 2 im DVD-Format.
Die Single Mō Ichido Dake (もう一度だけ) wurde am 7. Januar 2015 veröffentlicht und leitet eine neue Ära der Band ein. Im April des Jahres folgte bereits die nächste Single Billion Dreams und wurde erstmals in unterschiedlichen Versionen veröffentlicht. Sie schafften es mit Billion Dreams auf #2 der wöchentlichen Oricon-Charts. Für den 12. August kündigte man die Single Everybody (エビバディ) an, welche schließlich auf #3 debütierte mit 38.100 verkauften Einheiten in der ersten Woche. Wegen des steigenden Erfolgs entschied man sich eine weitere Single mit dem Titel Hello für den 4. November anzukündigen.

## Mitglieder
- Yūdai Ōno (大野 雄大, Ōno Yūdai; * 1. April 1989 in der Präfektur Aichi)
- Sōta Hanamura (花村 想太, Hanamura Sōta; * 15. August 1990 in der Präfektur Hyōgo)
- Taiki Kudō (工藤 大輝, Kudō Taiki; * 28. Juni 1987 in Hokkaidō)
- Tōru Iwaoka (岩岡 徹, Iwaoka Tōru; * 6. Juni 1987 in der Präfektur Chiba)
- Hayate Wada (和田 颯, Wada Hayate; * 3. Februar 1994 in der Präfektur Gunma)

## Diskografie

### Alben
| Jahr | Titel        | Höchstplatzierung, Gesamtwochen, AuszeichnungChartsChartplatzierungen (Jahr, Titel, Platzierungen, Wochen, Auszeichnungen, Anmerkungen) | Anmerkungen                                                  |
| Jahr | Titel        | JP | Anmerkungen                                                  |
| ---- | ------------ | --- | ------------------------------------------------------------ |
| 2012 | Da-Ice       | JP33 (1 Wo.)JP | Erstveröffentlichung: 12. Dezember 2012 Verkäufe JP: + 4.896 |
| 2014 | Fight Back   | JP3 (7 Wo.)JP | Erstveröffentlichung: 15. Oktober 2014 Verkäufe JP: + 15.871 |
| 2016 | Every Season | JP2 (5 Wo.)JP | Erstveröffentlichung: 6. Januar 2016 Verkäufe JP: + 53.904   |
| 2017 | Next Phase   | JP4 (7 Wo.)JP | Erstveröffentlichung: 25. Januar 2017 Verkäufe JP: + 50.437  |
| 2018 | Bet          | JP3 (8 Wo.)JP | Erstveröffentlichung: 8. August 2018 Verkäufe JP: + 43.129   |
| 2019 | Da-Ice Best  | JP2 (19 Wo.)JP | Erstveröffentlichung: 6. Juni 2019 Verkäufe JP: + 44.777     |
| 2020 | Face         | JP2 (8 Wo.)JP | Erstveröffentlichung: 29. April 2020                         |
| 2021 | Six          | JP4 (22 Wo.)JP | Erstveröffentlichung: 20. Januar 2021                        |
| 2022 | Reversi      | JP2 (6 Wo.)JP | Erstveröffentlichung: 16. Februar 2022 Verkäufe JP: + 12.791 |
| 2023 | Scene        | JP10 (52 Wo.)JP | Erstveröffentlichung: 24. Mai 2023 Verkäufe JP: + 10.275     |
| 2024 | MUSi-aM      | JP2 (18 Wo.)JP | Erstveröffentlichung: 2. Oktober 2024                        |

### Singles
| Jahr | Titel Album                                                                                    | Höchstplatzierung, Gesamtwochen, AuszeichnungChartsChartplatzierungen (Jahr, Titel, Album, Platzierungen, Wochen, Auszeichnungen, Anmerkungen) | Anmerkungen                                                           |
| Jahr | Titel Album                                                                                    | JP | Anmerkungen                                                           |
| ---- | ---------------------------------------------------------------------------------------------- | --- | --------------------------------------------------------------------- |
| 2013 | I’ll Be Back –                                                                                 | JP14 (3 Wo.)JP | Erstveröffentlichung: 5. Juni 2013 Verkäufe JP: + 6.981; Indie-Single |
| 2014 | Shout It Out Fight Back                                                                        | JP4 (3 Wo.)JP | Erstveröffentlichung: 15. Januar 2014 Verkäufe JP: + 15.501           |
| 2014 | Toki Fight Back                                                                                | JP5 (4 Wo.)JP | Erstveröffentlichung: 9. April 2014 Verkäufe JP: + 16.651             |
| 2014 | Hush Hush (ハッシュハッシュ) Fight Back                                                        | JP8 (2 Wo.)JP | Erstveröffentlichung: 27. August 2014 Verkäufe JP: + 23.714           |
| 2015 | Mō Ichido Dake (もう一度だけ) Wieder nur Every Season                                          | JP2 (3 Wo.)JP | Erstveröffentlichung: 7. Januar 2015 Verkäufe JP: + 22.053            |
| 2015 | Billion Dreams Every Season                                                                    | JP4 (3 Wo.)JP | Erstveröffentlichung: 15. April 2015 Verkäufe JP: + 26.087            |
| 2015 | Everybody (エビバディ) Every Season                                                            | JP3 (2 Wo.)JP | Erstveröffentlichung: 12. August 2015 Verkäufe JP: + 38.100           |
| 2015 | Hello Every Season                                                                             | JP3 (2 Wo.)JP | Erstveröffentlichung: 4. November 2015 Verkäufe JP: + 35.214          |
| 2016 | Watch Out Next Phase                                                                           | JP3 (3 Wo.)JP | Erstveröffentlichung: 6. April 2016 Verkäufe JP: + 35.668             |
| 2016 | Paradive (パラダイブ) Next Phase                                                               | JP3 (2 Wo.)JP | Erstveröffentlichung: 20. Juli 2016 Verkäufe JP: + 47.750             |
| 2016 | Koigokoro (恋ごころ) Next Phase                                                                | JP3 (3 Wo.)JP | Erstveröffentlichung: 2. November 2016 Verkäufe JP: + 30.303          |
| 2017 | Tonikaku Hey (トニカク Hey) Bet                                                                | JP2 (3 Wo.)JP | Erstveröffentlichung: 14. Juni 2017 Verkäufe JP: + 36.393             |
| 2017 | Kimi Iro (君色) Bet                                                                            | JP4 (3 Wo.)JP | Erstveröffentlichung: 30. August 2017 Verkäufe JP: + 32.055           |
| 2018 | Tokyo Merry Go Round Bet                                                                       | JP2 (3 Wo.)JP | Erstveröffentlichung: 17. Januar 2018 Verkäufe JP: + 49.953           |
| 2018 | Fakeshow Bet                                                                                   | JP3 (4 Wo.)JP | Erstveröffentlichung: 30. Mai 2018 Verkäufe JP: + 44.736              |
| 2018 | Kumo wo Nuketa Aozora (雲を抜けた青空) Der blaue Himmel, durch den Wolken schweben Da-ice Best | JP5 (2 Wo.)JP | Erstveröffentlichung: 21. November 2018                               |
| 2019 | Fake Me Fake Me Out Bet                                                                        | JP3 (3 Wo.)JP | Erstveröffentlichung: 24. April 2019 Verkäufe JP: + 39.041            |
| 2019 | Back To Back Face                                                                              | JP2 (3 Wo.)JP | Erstveröffentlichung: 18. Dezember 2019 Verkäufe JP: + 39.041         |
| 2020 | Dreamin’ On Six                                                                                | JP6 (9 Wo.)JP | Erstveröffentlichung: 26. August 2020                                 |
| 2020 | Amp Six                                                                                        | JP12 (2 Wo.)JP | Erstveröffentlichung: 30. September 2020                              |
| 2020 | Image Six                                                                                      | JP8 (4 Wo.)JP | Erstveröffentlichung: 28. Oktober 2020                                |
| 2020 | Citrus Six                                                                                     | JP13 ×3Gold (Digital) + Dreifachplatin (Streaming) · (16 Wo.)JP                                                                                | Erstveröffentlichung: 25. November 2020                               |
| 2020 | Easy Tasty Six                                                                                 | JP17 (5 Wo.)JP | Erstveröffentlichung: 23. Dezember 2020                               |
| 2021 | Bubble Love –                                                                                  | — | Erstveröffentlichung: 2021                                            |
| 2021 | Lights –                                                                                       | — | Erstveröffentlichung: 2021                                            |
| 2021 | Kartell Reversi                                                                                | — | Erstveröffentlichung: 2021                                            |
| 2021 | liveDevil –                                                                                    | JP8 (17 Wo.)JP | Erstveröffentlichung: 22. Dezember 2021 feat. Subaru Kimura           |
| 2022 | スターマイン –                                                                                 | JP— Gold (Digital) + Platin (Streaming)JP | Erstveröffentlichung: 29. August 2022                                 |
| 2024 | I wonder –                                                                                     | JP— ×2Gold (Digital) + Doppelplatin (Streaming)JP                                                                                              | Erstveröffentlichung: 17. April 2024                                  |
| 2025 | Funkeys –                                                                                      | JP7 (3 Wo.)JP | Erstveröffentlichung: 15. Januar 2025                                 |

### Videoalben
| Jahr | Titel | Höchstplatzierung, Gesamtwochen, AuszeichnungChartsChartplatzierungen (Jahr, Titel, Platzierungen, Wochen, Auszeichnungen, Anmerkungen) | Anmerkungen                                                 |
| Jahr | Titel | JP | Anmerkungen                                                 |
| ---- | --- | --- | ----------------------------------------------------------- |
| 2014 | Da-Ice Live Tour: Phase 2 | JP9 (4 Wo.)JP | Erstveröffentlichung: 15. Oktober 2014 Verkäufe JP: + 3.014 |
| 2015 | Da-Ice Live Tour Phase 3: Fight Back                                                                                                 | JP12 (5 Wo.)JP | Erstveröffentlichung: 15. April 2015 Verkäufe JP: + 2.855   |
| 2016 | Da-Ice Live House Tour 2015-2016: Phase 4 Hello                                                                                      | JP5 (4 Wo.)JP | Erstveröffentlichung: 6. April 2016 Verkäufe JP: + 4.656    |
| 2017 | Da-Ice Live House Tour 2015-2016: Phase 5 Final in Nippon Budōkan (Da-Ice Live House Tour 2015-2016 - Phase 5 - Final in 日本武道館) | JP4 (9 Wo.)JP | Erstveröffentlichung: 14. Juni 2017 Verkäufe JP: + 4.656    |
| 2018 | Da-Ice Live Tour 2017: Next Phase | JP5 (8 Wo.)JP | Erstveröffentlichung: 14. März 2018 Verkäufe JP: + 10.827   |
| 2019 | Da-Ice 5th Anniversary Tour: Bet | JP7 (10 Wo.)JP | Erstveröffentlichung: 6. Juni 2019                          |
| 2020 | Da-Ice Best Tour 2020 -Special Edition-                                                                                              | JP2 (6 Wo.)JP | Erstveröffentlichung: 17. Juni 2020                         |
| 2021 | Da-Ice Countdown Live 2020–2021 | — | Erstveröffentlichung: 20. September 2021                    |
| 2022 | Da-Ice Arena Tour 2021 -Six- | JP6 (4 Wo.)JP | Erstveröffentlichung: 16. März 2022                         |
| 2023 | Da-Ice Arena Tour 2022 -Reversi- | JP1 (23 Wo.)JP | Erstveröffentlichung: 11. Januar 2023                       |
| 2024 | Da-Ice Arena Tour 2023 -Scene- | JP4 (54 Wo.)JP | Erstveröffentlichung: 17. Januar 2024                       |

## Lieder
Geordnet nach Veröffentlichung
1. New Day
2. Splash
3. Umbrella
4. Five
5. Stand
6. I’ll Be Back
7. Setsunakute (せつなくて)
8. Shout It Out
9. What You Say
10. Toki
11. Sign
12. Hush Hush (ハッシュハッシュ)
13. Startin’ Up
14. You & I
15. Fight Back
16. Bomb
17. Noise
18. Did You Know?
19. Stay
20. I Still Love You
21. Lost Love
22. Mō Ichido Dake (もう一度だけ)
23. Kono Kyoku no Sei (この曲のせい)
24. Boku no Kiseki (ぼくのキセキ)
25. Billion Dreams
26. Fashionable
27. Namida no Yōryō (ナミダの容量)
28. Eternally
29. Everybody (エビバディ)
30. Bamby Ride
31. Be Your Man
32. My Dearest
33. Hello
34. Up to the Stars
35. Cynical Life
36. I Got Your Back
37. Kirenai Mama no Kōto (着れないままのコート)
38. Back to the Future
39. Every Season
40. Watch Out
41. Sora (空)
42. Paradive (パラダイブ)
43. Date
44. 366 Nichi (366日)
45. Ketsui no Asa ni (決意の朝に)
46. Koigokoro (恋ごころ)
47. Yes or No
48. Desperado
49. 100 Kai no Kiss (100回の)
50. Merry Christmas to You
51. Next Phase
52. Step Back!
53. Chocolate Sympathy
54. Free Falling
55. Fantasy
56. Reason
57. Bond
58. Two as One
59. Ōsaka Lover (大阪)
60. Tonikaku Hey (トニカク)
61. Sugar High
62. Sunadokei (砂時計)
63. Kimi Iro (君色)
64. Fly Higher
65. Itsuka Mata Aeru Nara (いつかまた会えるなら)
66. Love Letter
67. Tokyo Merry Go Round
68. Waru Guchi (わるぐち)
69. Melancholy (メランコリー)
70. Hitofuyu
71. Fakeshow
72. Limits
73. Bet
74. It’s Not Over
75. Flash Back
76. Live Goes On
77. Regret (リグレット)
78. Blackjack
79. Bodyguard
80. Itsuka… (いつか…)
81. Shin Ōsaka (新大阪)
82. Fake Me Fake Me Out
83. Welcome!
84. Isshō no Onegai (一生のお願い)

- Cover

1. Freedom (original von Globe)
2. A Whole New World (original von Brad Caleb Kane und Lea Salonga)
3. Into You (original von Ariana Grande)

- Zusammenarbeiten

1. Fly Away (mit Stevie Hoang)
2. Super Fiction (mit Sky-Hi)